# Topsfield (condado de Essex, Massachusetts)
Topsfield é um lugar designado pelo censo localizado no condado de Essex no estado estadounidense de Massachusetts. No Censo de 2010 tinha uma população de 2.717 habitantes e uma densidade populacional de 380,91 pessoas por km².

## Geografia
Topsfield encontra-se localizado nas coordenadas 42° 38′ 22″ N, 70° 57′ 19″ O. Segundo a Departamento do Censo dos Estados Unidos, Topsfield tem uma superfície total de 7.13 km², da qual 7.03 km² correspondem a terra firme e (1.42%) 0.1 km² é água.

## Demografia
Segundo o censo de 2010, tinha 2.717 pessoas residindo em Topsfield. A densidade populacional era de 380,91 hab./km². Dos 2.717 habitantes, Topsfield estava composto pelo 97.24% brancos, o 0.4% eram afroamericanos, o 0.04% eram amerindios, o 0.85% eram asiáticos, o 0% eram insulares do Pacífico, o 0.18% eram de outras raças e o 1.29% pertenciam a duas ou mais raças. Do total da população o 1.36% eram hispanos ou latinos de qualquer raça.